# PSA International
PSA International Pte. Ltd., dawniej Port of Singapore Authority – globalny operator portów morskich. PSA jest jednym z największych operatorów portowych na świecie. Posiada w swoim portfolio ponad 70 terminali morskich, kolejowych i śródlądowych. Operator jest obecny w ponad 180 lokalizacjach w 45 krajach, w tym w portach w Singapurze i Belgii.

## Historia
1 lipca 1913 r. utworzono Singapore Harbour Board. 1 kwietnia 1964 r. powołano do życia Port of Singapore Authority, który zastąpił Singapore Harbour Board i kilka organizacji działających w porcie.
W latach 70. PSA rozpoczęła budowę portu kontenerowego w Singapurze, a w 1972 r. obsłużyła pierwszy statek kontenerowy. Dziesięć lat później udało się uzyskać łączny przeładunek pierwszego miliona TEU kontenerów. W 1990 roku przeładunek osiągnął poziom 5 milionów TEU, dzięki czemu Singapur stał się największym portem kontenerowym na świecie. Firma stała się operatorem globalnym po rozpoczęciu globalnej ekspansji w 1966 r. poprzez udziały w porcie w Dalian w Chinach.
25 sierpnia 1997 r. uchwalono projekt ustawy parlamentarnej, mający na celu przekształcenie PSA, organizacji państwowej, w niezależną spółkę komercyjną. PSA Corporation Limited stała się spółką akcyjną 1 października 1997 r. Firma zachowała inicjały „PSA” jako nazwę swojej marki, ale nie są one już skrótem. Funkcje regulacyjne poprzedniego organu zostały przekazane nowemu singapurskiemu organowi regulacyjnemu ds. żeglugi morskiej – Maritime and Port Authority of Singapore (MPA).

### Przeładowywane ładunki
Grafika poniżej pokazuje ilość przeładowywanych kontenerów w portach zarządzanych przez PSA (w mln TEU):
W 2024 port singpaurski przeładował 41,12 mln TEU, co stanowiło 41% wszystkich przeładunków w portach.

## Zarządzane aktywa
PSA zarządza lub posiada akcje mniejszościowe w terminalach na całym świecie. Firma posiada 20% akcji w Hutchison Port Holdings.
Niektóre porty, w których PSA posiada udziały to:
- Port morski w Gdańsku (Terminal kontenerowy Baltic Hub)
- Port w Singapurze (7 terminali)
- Port w Antwerpii (3 terminale)
- Port w Halifax (2 terminale)
- Port w Pusan (2 terminale) i Inczon (1 terminal)
- Port w Ćennaj (1 terminal)
- Port w Tiencin (Tianjin Port Pacific International Container Terminal)